# Saks Off 5th
Saks Off 5th is een discountformule van Hudson's Bay Company met winkels in de Verenigde Staten en van 2017 tot 2019 ook in Nederland en Duitsland. Het is een dochter van de Amerikaanse warenhuisketen Saks Fifth Avenue met de nadruk op mode. In de outletwinkel worden bekende merken verkocht tegen lagere prijzen dan in reguliere winkels. De producten die verkocht worden zijn slechts voor een deel afkomstig van het moederbedrijf; veel van de handelswaar wordt speciaal ingekocht voor deze koopjeswinkels.
Hudson's Bay opende september 2017 een vestiging van Saks Off 5th in de kelder van het voormalige V&D-pand aan de Rotterdamse Hoogstraat; later volgde een vestiging in de Amsterdamse Kalvertoren. In april 2019 werd bekend dat beide vestigingen voor eind juni 2019 gesloten worden; evenals de Duitse vestigingen van het warenhuis. In de Verenigde Staten werden in dezelfde periode twintig Saks Off 5th-winkels gesloten.